# 突發事件應對委員會
突發事件應對委員會於2012年11月5日成立，隸屬於中華人民共和國澳門特別行政區政府，專門負責應對發生了或者可能造成嚴重危害澳門社會的自然災害、事故災難、公共衛生事件和澳門社會安全事件時，及全面協調、指揮和監督各澳門政府部門採取緊急處理措施，包括制訂應急方案等的事務。
惟突發事件應對委員會成立超過10年後，於2023年2月被撤銷。

## 組織
突發事件應對委員會由澳門行政長官擔任主席，成員包括澳門特別行政區行政長官辦公室主任擔任秘書長；其餘成員包括新聞局局長、法務局局長、治安警察局局長、消防局局長、衛生局局長、社會工作局局長及土地工務運輸局局長。

## 歷史
《澳門特別行政區公報》於2012年11月5日刊登澳門行政長官的批示指出澳門特別行政區政府設立突發事件應對委員會。惟於2023年2月13日刊登行政長官批示，撤銷相關委員會。